# Sibthorpia peregrina
Sibthorpia peregrina — вид рослин з родини Подорожникові (Plantaginaceae), ендемік Мадейри.

## Опис
Багаторічна трава. Стебла повзучі, вкорінені у вузлах, довжиною до 100 см, розгалужені. Листки чередуються, черешчаті, від ниркоподібної до круглої форми, кругло-зубчасті, шириною 1.5–6 см, коротко волосаті. Квітів 1–3(6) на кожну пазуху; квітоніжка 1.5–8 см завдовжки; чашечка і вінчик 5–8-дольні; вінчик 9–13 мм діаметром, жовтий. Плід — коробочка. Цвітіння: квітень — жовтень.

## Поширення
Ендемік Мадейри (о. Мадейра); ареал становить ≈1000 км². Зростає рідко на сусідньому острові Порту-Санту. Натуралізований в Португалії (Синтра).
Населяє макаронезійські лаврові ліси. Росте в тінистих місцях, на висотах від 150 до 1400 м над рівнем моря.

## Загрози та охорона
Описані основні загрози: туристична інфраструктура (шляхи та велосипедні доріжки), рекреаційна діяльність та вторгнення чужорідних видів.
Sibthorpia peregrina наведено у Додатку II Директиви про середовища існування.

## Галерея

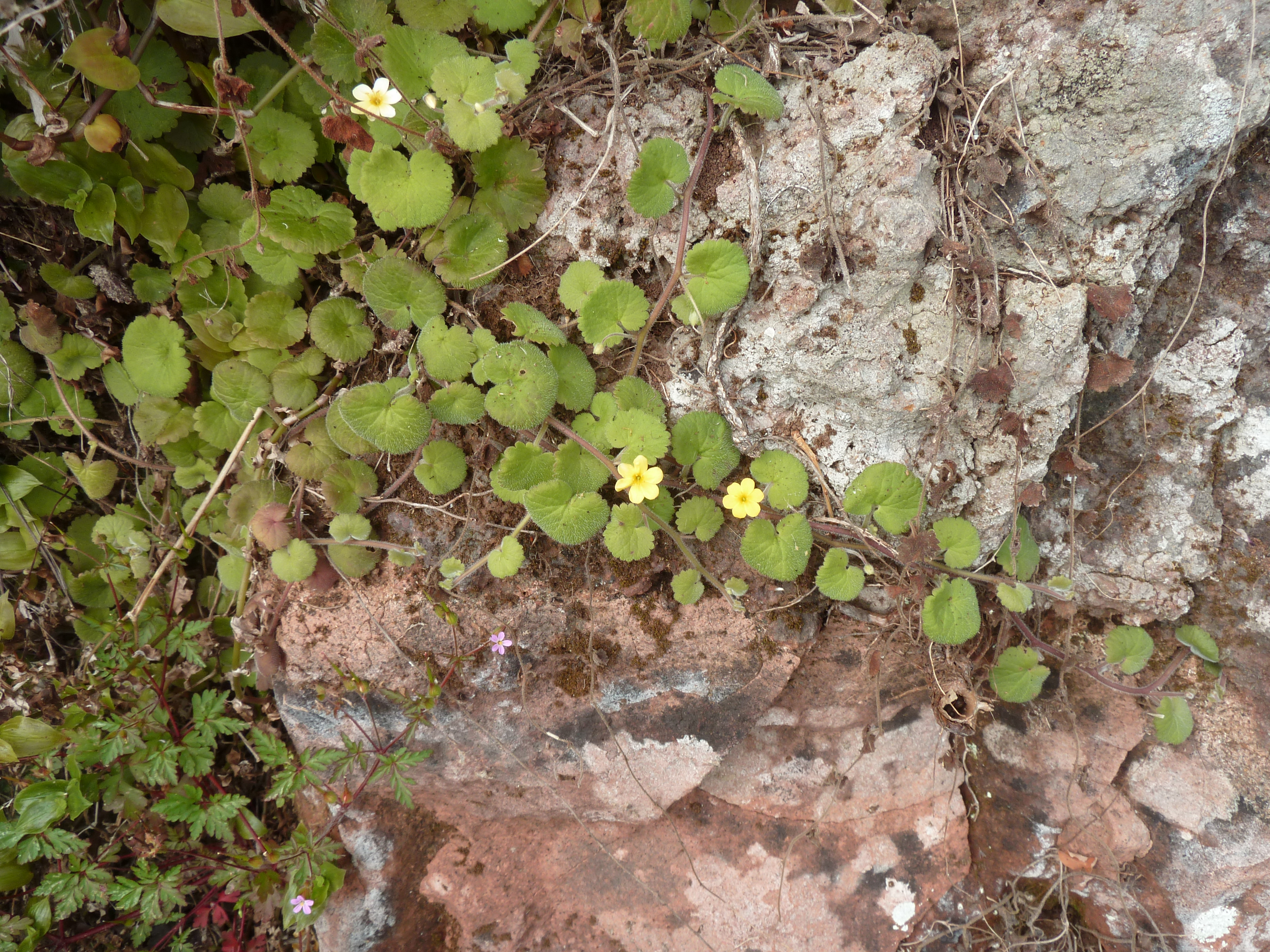
загальний вигляд
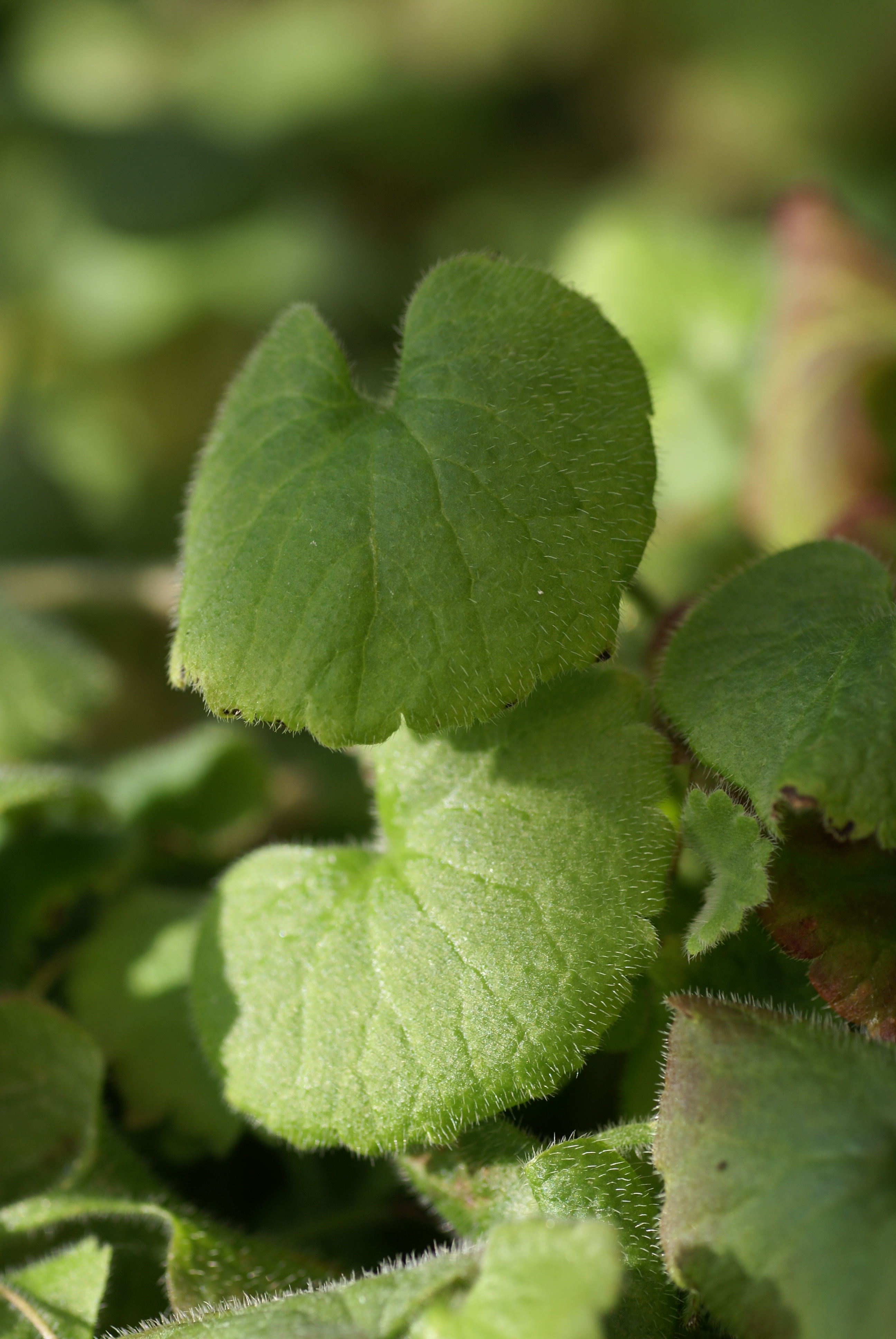
листя
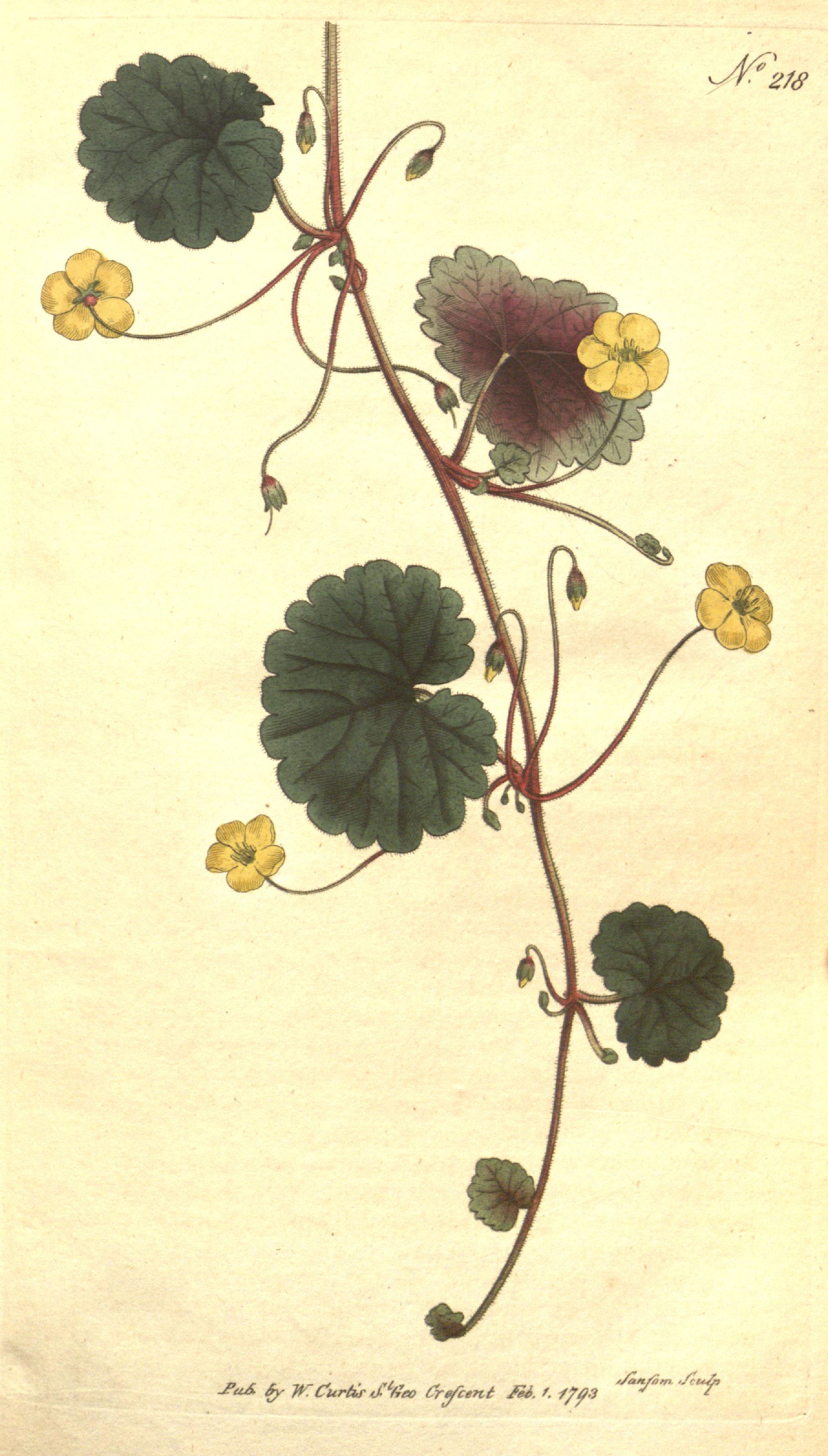
ілюстрація